# Смоленська єпархія РКЦ
Смоленська єпархія (лат. Dioecesis Smolenscensis) — резиденція католицької церкви, ліквідована в 1818 році.

## Територія

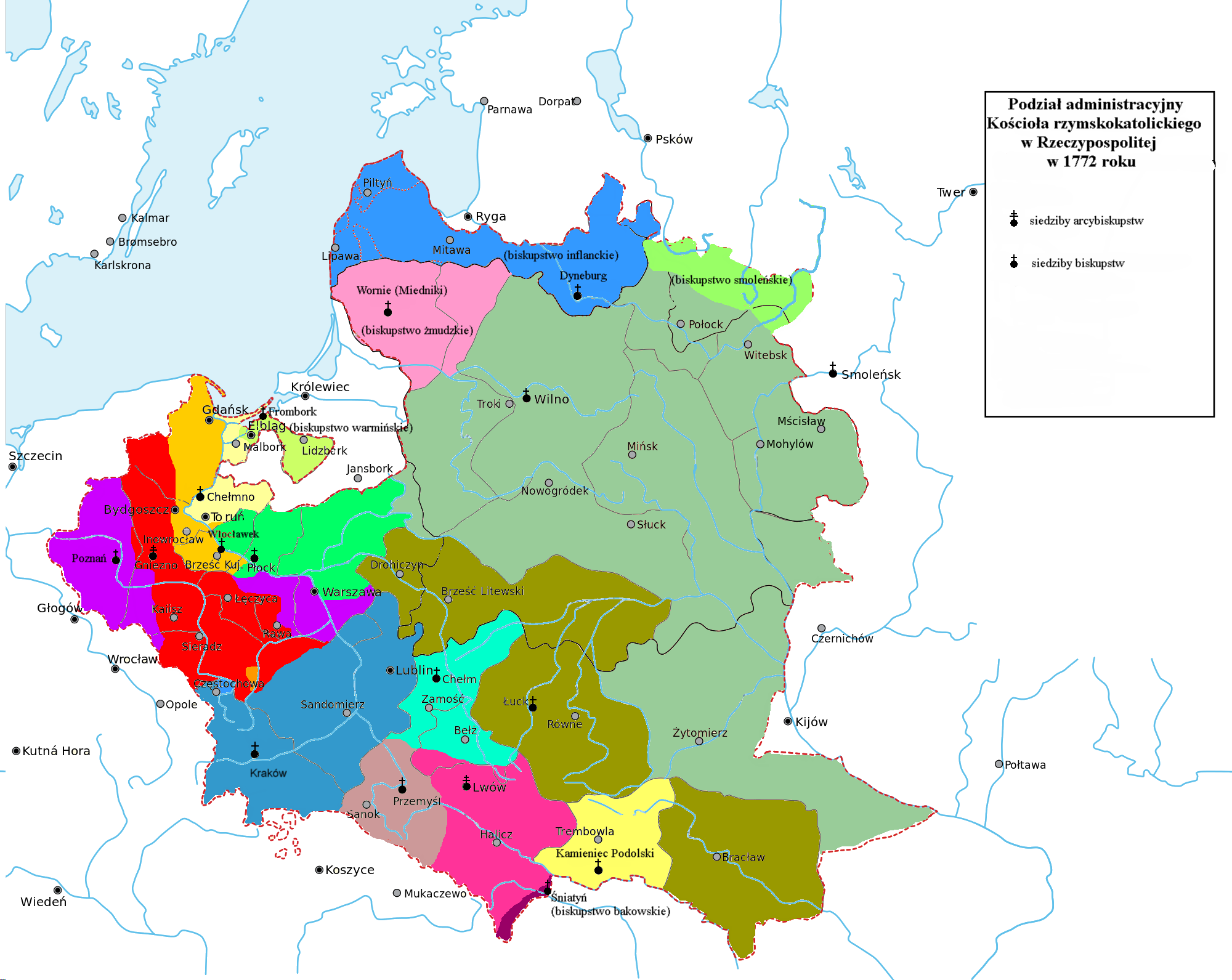
Карта єпархій латинського обряду Польсько-Литовської Конфедерації 1772 р.; в зеленому кольорі Смоленська єпархія.

Спочатку єпархія охоплювала північно-східну частину Великого князівства Литовського.
Єпископською резиденцією було місто Смоленськ, де знаходився собор Благовіщення Діви Марії.
У 1744 р . до єпархії входило лише 3 парафії на близько 20 тис. вірних латинського обряду.

## Історія
Єпархія була заснована в консисторії 1 вересня 1636 року. Право патронажу було надано королям Польщі. Була суфраганною Гнєзненської архиєпархії.
У 1654 р . Смоленськ був завойований московитами, але в 1687 р. деякі парафії єпархії все ще перебували на територіях, підконтрольних королю Польщі.
У 1818 році єпархія була остаточно ліквідована.

## Хронотаксис єпископів

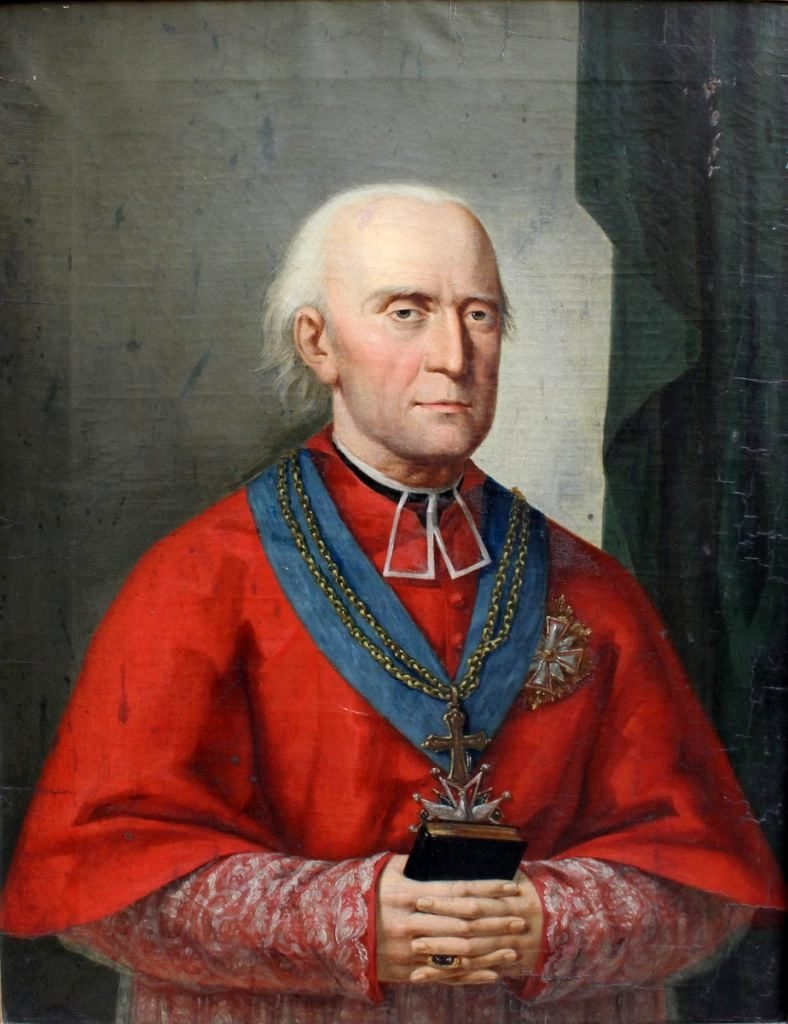
Останній смоленський єпископ Тимотеуш Павло фон Гоженський (1790-1809).

- Останній смоленський єпископ Тимотеуш Павло фон Гоженський (1790-1809).Петро Парчевський † (1 вересня 1636 — 9 грудня 1649 призначений єпископом Самогитії)
- Францішек Долмат-Ісайковський † (помер 14 лютого 1650 — травень 1654)
- Ієронім Владислав Сангушко † (31 травня 1655 - липень 1657 помер)
- Єжи Байлозор † (18 березня 1658 — 21 листопада 1661 призначений єпископом Вільнюса)
- Казимир Пац † (14 червня 1664 — 3 жовтня 1667 призначений єпископом Самогитії)
- Готард Ян Тизенгауз † (17 вересня 1668 - 1669 помер)
- Олександр Котович † (27 лютого 1673 — 9 квітня 1685 призначений єпископом Вільні)
- Констант Казимир Бжостовський † (30 квітня 1685 — 24 листопада 1687 призначений єпископом Вільні)
- Євстахій Станіслав Котович † (помер 17 травня 1688 — 1704)
- Ян Миколай Згерський † (25 січня 1706 — 21 липня 1710 призначений єпископом Самогитії)
- Олександр Миколай Горайн † (23 грудня 1711 — 7 грудня 1716 призначений єпископом Самогитії)
- Людвік Кароль Огінський † (помер 22 листопада 1717 - 1718)
- Кароль Петро Панцержинський † (24 вересня 1721 — 11 вересня 1724 призначений єпископом Вільні)
- Богуслав Корвін Госієвський † (помер 29 січня 1725 — 24 червня 1744)
- Єжи Микола Гільзен † (10 травня 1745 - 17 липня 1763 у відставці)
- Габріель Водзинський † (змінив 17 липня 1763 р . - помер 28 листопада 1788 р.)
- Адам Станіслав Нарушевич † (наступив 28 листопада 1788 — 29 листопада 1790 призначений єпископом Луцьким)
- Тимотеуш Павло фон Ґоженський † (29 листопада 1790 — 27 березня 1809 призначений єпископом Познані)
  - Вільне місце (1809-1818)

## Інші проєкти
- Wikimedia Commons містить зображення чи інші файли Смоленська єпархія РКЦ

## Зовнішні посилання
- Дані католицької ієрархії повідомляються на сторінці Смоленської єпархії
- (англ.) Єпархія на Гкатолиці